# غافين موراي
غافين موراي (بالإنجليزية: Gavin Murray)‏ (4 أغسطس 1957 بدنفيرملين في المملكة المتحدة - ) هو مدرب كرة قدم ولاعب كرة قدم بريطاني في مركز الهجوم. لعب مع نادي إيست فيف ونادي ستنهاوسموير وKirkintilloch Rob Roy F.C. ‏ ونادي كلايدبانك ‏.